# Den Dominikanske Republik ved sommer-OL 2024
Den Dominikanske Republik deltog i sommer-OL 2024 i Paris, Frankrig, fra den 26. juli til den 11. august 2024.
Udøvere for Den dominikanske republikk vandt tilsammen tre medaljer, hvorav én guld og to bronze. Marileidy Paulino blev olympisk mester på 400 meter for kvinder.

## Medaljer
| 2024 Paris            | Guld | Sølv | Bronze | Total |
| Dominikanske Republik | 1    | 0    | 2      | 3     |

### Medaljevinderne
| Qatar under sommer-OL 2024 i Paris | Qatar under sommer-OL 2024 i Paris | Qatar under sommer-OL 2024 i Paris | Qatar under sommer-OL 2024 i Paris | Qatar under sommer-OL 2024 i Paris |
| Medalje                            | Navn                               | Sport                              | Event                              | Dato                               |
| ---------------------------------- | ---------------------------------- | ---------------------------------- | ---------------------------------- | ---------------------------------- |
| Guld                               | Marileidy Paulino                  | Atletik                            | Damernes 400 m                     | 9. august                          |
| Bronze                             | Junior Alcántara                   | Boksning                           | Mændenes 51 kg                     | 4. august                          |
| Bronze                             | Cristian Pinales                   | Boksning                           | Mændenes 80 kg                     | 4. august                          |